# Klejstenes

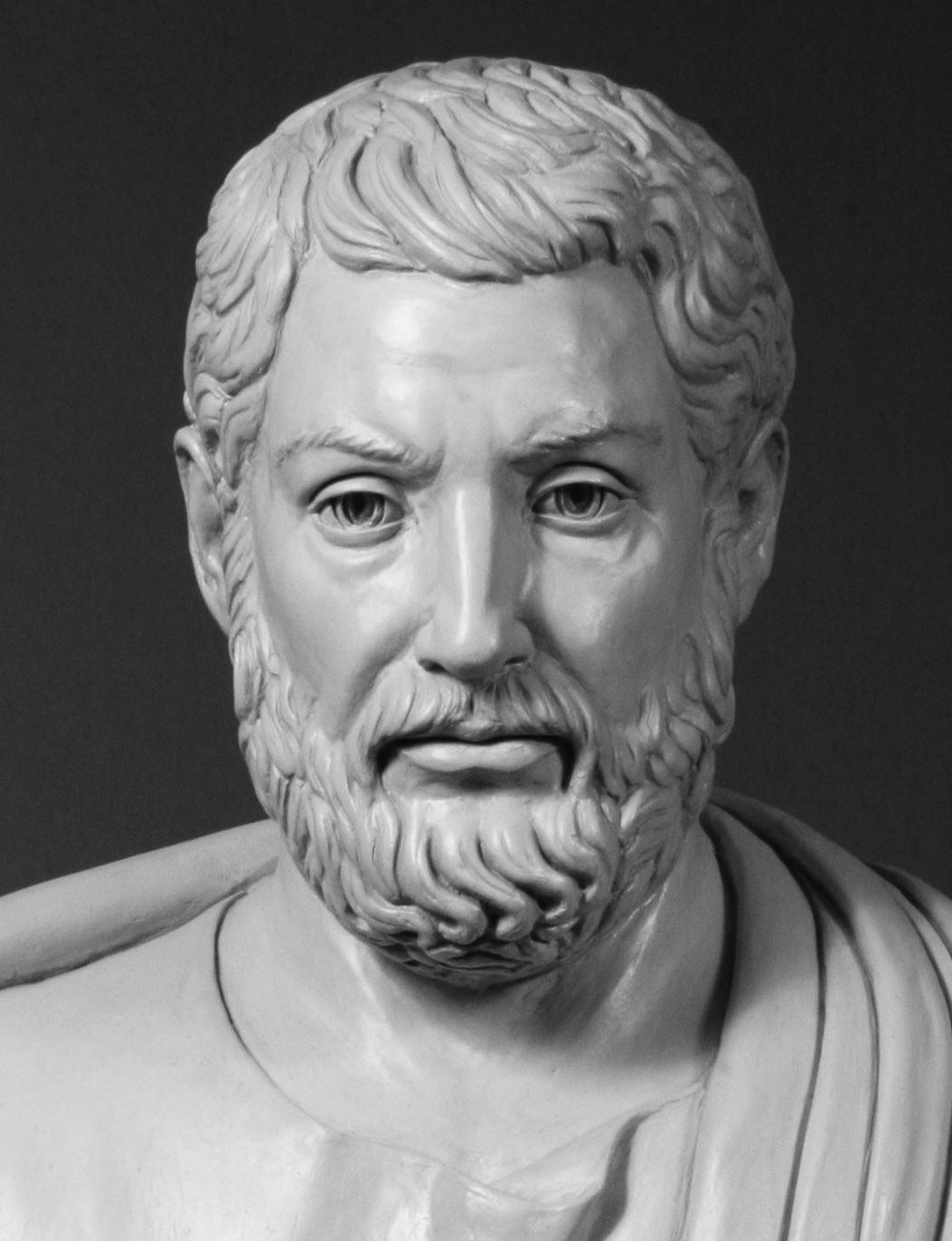
Klejstenes

Klejstenes (gr. Κλεισθένης Kleisthenes) – polityk ateński, żyjący na przełomie VI i V w. p.n.e. Był synem Megaklesa i Agaristy. Ojcem jego matki był Klejstenes (tyran Sykionu).

## Obalenie tyranii
W 510 p.n.e., jako przywódca rodu Alkmeonidów, Klejstenes przyczynił się do obalenia tyranii w Atenach. Stało się to możliwe dzięki wsparciu militarnemu Kleomenesa, króla Sparty, o której pomoc zabiegali Alkmeonidzi przebywający na wygnaniu w wyniku represji po zabójstwie Hipparcha Pizystratydy w 514 p.n.e. Po upadku tyranii Klejstenes przeprowadził w roku 508/507 p.n.e. reformy, będące kontynuacją reform Solona. Stały się one podstawą demokracji ateńskiej. 
Po upadku tyranii Pizystratydów Klejstenes musiał walczyć z grupą arystokratów skupionych wokół Isagorasa będącego w 508/507 p.n.e. archontem. Sam Klejstenes nie sprawował wówczas żadnego urzędu. Isagoras i jego zwolennicy doprowadzili do ponownego wygnania z Aten Klejstenesa i siedmiuset rodzin w czym pomogli im Spartanie. Wygnanie trwało zaledwie kilka dni, gdyż lud ateński sprzeciwił się obaleniu porządku wprowadzonego przez Klejstenesa i wystąpił przeciw rządom grupy arystokracji oraz wypędził spartański garnizon z ateńskiego zamku. Po powrocie do Aten Alkmeonidzi rozprawili się krwawo ze swoimi przeciwnikami.

## Reforma
Klejstenes podzielił Attykę na demy i 10 nowych fyl składających się z trzech części rozrzuconych na terenie całego miasta-państwa (polis). Fyle były sztucznym tworem. Na obradach różnych organów zbierano się fylami, co wymieszało obywateli i przełamało układy plemienno-rodowe.
Demy utworzono z wsi i otaczających ich terenów lub dzielnic Aten i przylegających do nich obszarów poza miastem. Nie były tworem sztucznym, gdyż skupiały w większości osoby mieszkające w pobliżu (przypisanie do demu następowało w osiemnastym roku życia i było dziedziczne oraz nie zmieniało się po przesiedleniu się) i miały swoje zgromadzenie, kulty, dobra i urzędnika zwanego demarchosem. Trzy demy tworzyły trytię z urzędem trytarchy. Każda trytia należała do jednej z trzech stref, na które podzielono całą Attykę: miasto, wybrzeże i wnętrze.
Nowe 10 fyl utworzono z połączenia trzech trytii, każda z innej strefy. Dlatego obywatele w fylach nie mieli ze sobą zbyt ścisłych związków. W ramach fyl wybierano przedstawicieli do Rady Pięciuset i własnego stratega. Fyla miała też swego opiekuna, którym był heros wybrany przez wyrocznię w Delfach.
Po reformach Klejstenesa w Atenach istniały następujące organy władzy:
- zgromadzenie ludowe (eklezja) decydowało o ogólnych sprawach państwa, uczestniczyli w nim wszyscy obywatele
- Rada Pięciuset – zastąpiła dawną Radę Czterystu, w jej skład wchodziło po 50 osób z każdej z 10 fyl. Była organem wykonawczym zgromadzenia ludowego, posiadała inicjatywę ustawodawczą i mogła występować z wnioskami obrad na eklezjach.
- areopag – rada starszych. Składał się z byłych archontów. Rozpatrywał sprawy o zabójstwo i przygotowywał wnioski na Zgromadzenie Ludowe.
- sąd przysięgłych – badał zgodność projektów ustaw z prawem i rozpatrywał apelacje.

Urzędnikami w systemie Klejstenesa byli:
- archonci, pełniący swe obowiązki przez rok, sprawujący funkcje religijne i sądownicze. Było ich dziewięciu, przy czym dodano im sekretarza.
- stratedzy – wybierani dowódcy wojskowi, po jednym z każdej fyli (razem dziesięciu).
- polemarcha – dowódca naczelny wojsk.
- demarchos – urzędnik wybierany w ramach demu.
- trytarcha – urzędnik wybierany w ramach trytii.

Jednym z ciekawszych pomysłów Klejstenesa był ostracyzm, umożliwiający usunięcie na 10, potem na 5 lat obywatela, którego działalność polityczną lud uznawał za zagrożenie dla demokracji. Co roku miano głosować nad tym czy trzeba przeprowadzić ostracyzm, a dopiero po uzyskaniu większości głosów w tej sprawie przystępowano w innym terminie do głosowania za pomocą skorupek, by wskazać polityka, który powinien pójść na wygnanie ze względu na zagrożenie z jego strony dążeniem do przywrócenia tyranii. W głosowaniu powinno wziąć udział co najmniej 6000 obywateli.
Ustrój wprowadzony w Atenach przez Klejstenesa przetrwał niemal sto lat i charakteryzuje się go jako demokrację, czyli rządy ogółu, lub jako izonomię, czyli równy podział władzy wśród wszystkich.